# Шерникау, Рональд М.
Рональд М. Шерникау (родился 11 июля 1960 г. в Магдебурге; умер 20 октября 1991 г. в Берлине) — немецкий писатель.

## Биография
После переезда в 1966 году его матери из ГДР в ФРГ Шерникау вырос в Лерте под Ганновером.
В 16 лет он вступил в Немецкую коммунистическую партию (DKP). Еще до того, как он окончил гимназию Лертера, Ротбух Ферлагом была опубликована его «Новелла о маленьком городке» (Kleinstadtnovelle). Книга о каминг-ауте геев имела большой успех, первое издание было распродано в течение нескольких дней. В том же году Шерникау переехал в Западный Берлин, где вступил в Партию социалистического единства Западного Берлина (SEW) и изучал немецкий язык и литературу, философию и психологию в Свободном университете Берлина.
С тех пор в число его друзей входят авторы Жизель Эльснер, Ульрих Беркс, Эрика Рунге и др.. В своей работе он ссылается и развивает метод интервью Рунге. В популярных книгах Маттиаса Фрингса о мужской сексуальности, гомосексуализме и СПИДе Шерникау представлен своими работами. Также он выступал в западноберлинском ансамбле «Ladies Neid». После сильных протестов против визита президента США Рейгана в Западный Берлин Марианна Розенберг попросила его написать текст для песни на эту тему («Er ist ein Star»).
С 1986 по 1989 год Шерникау учился в литературном институте «Йоханнес Р. Бехер» в Лейпциге. Он с большими трудностями был принят в аспирантуру из-за западнонемецкого происхождения. В 1988 году поступил в аспирантуру. В мае 1988 года он представил свою диссертацию. Под руководством Флориана Хайна работа была поставлена в виде пьесы в театральной школе Эрнста Буша в Берлине. В 1988 году он также вступил в Партию социалистического единства Германии (SED). Для этого требовалась поручительство, которое он получил от Петера Хакса.
За это время большая часть переписки с Петером Хаксом, с которым Шерникау уже связывался из Западного Берлина, велась. Шерникау спросил Хакса, стоит ли ему переезжать в ГДР. Он ответил, что если он хочет стать великим поэтом, у него не остается другого выбора, кроме как приехать в ГДР. Но если его талант должен быть «успешным и радовать людей», то он должен это пересмотреть. Ответ Хакса Шерникау стал результатом его резкой критики политики Хонекера того времени, которая, в отличие от политики Вальтера Ульбрихта, оказала негативное влияние и поставила под угрозу социализм. В 1989 году Шерникау подал заявление и получил гражданство ГДР, а 1 сентября 1989 года переехал в Берлин-Хеллерсдорф, где работал драматургом на радио в издательстве «Хеншель». На съезде союза писателей ГДР с 1 по 3 марта 1990 года он выступил с речью, в которой сказал своим слушателям, что им ничего не известно о «степени подчинения», которую Запад требует от каждого из своих жителей.
В 1991 году он закончил и выпустил обширный монтажный роман «legende». В фильме «Банальные Дни» (1992) он сыграл свою единственную актёрскую роль. С 1 сентября 1989 года до своей смерти 20 октября 1991 года Шерникау жил в Берлин-Хеллерсдорфе, Цецилиенштрассе 241 (бывшая Альберт-Норден-Штрассе). Шерникау умер от СПИДа. Похоронен на одном из берлинских кладбищ района Фридрихсхайн
С 5 сентября 2014 года в последнем доме Рональда М. Шерникау в Берлине-Хеллерсдорфе установлена памятная доска в память о нем. Мемориал был профинансирован и собран жилищным товариществом «Город и деревня». В последние годы творчество Шерникау пережило ренессанс, его тексты привлекли к автору новое внимание, особенно в театре.
Шерникау был открытым гомосексуалом и поддерживал коммунистические взгляды.